# Palais des Nations
Le palais des Nations est un complexe de bâtiments construits entre 1929 et 1937 au sein du parc de l'Ariana à Genève (Suisse). Il sert de siège à la Société des Nations (SDN) jusqu'en 1946, puis est occupé par l'Organisation des Nations unies. En 1966, le palais devient le siège européen des Nations unies (Office des Nations unies à Genève ou ONUG) et le second plus important de l'organisation après le siège de l'ONU à New York.
Chaque année, le quartier général genevois des Nations unies accueille environ 8 000 réunions dont près de 600 grandes conférences. Quelques secteurs du palais sont accessibles aux visiteurs qui sont au nombre d'environ 100 000 par an.
Le palais abrite également des bureaux de divers organismes de l'ONU (seul le CNUCED a son siège à Genève) :
- Bureau de la coordination des affaires humanitaires
- Conférence des Nations unies sur le commerce et le développement (CNUCED)
- Organisation des Nations unies pour l'alimentation et l'agriculture (FAO)
- Organisation des Nations unies pour le développement industriel (ONUDI)
- Organisation des Nations unies pour l'éducation, la science et la culture (UNESCO)

## Histoire

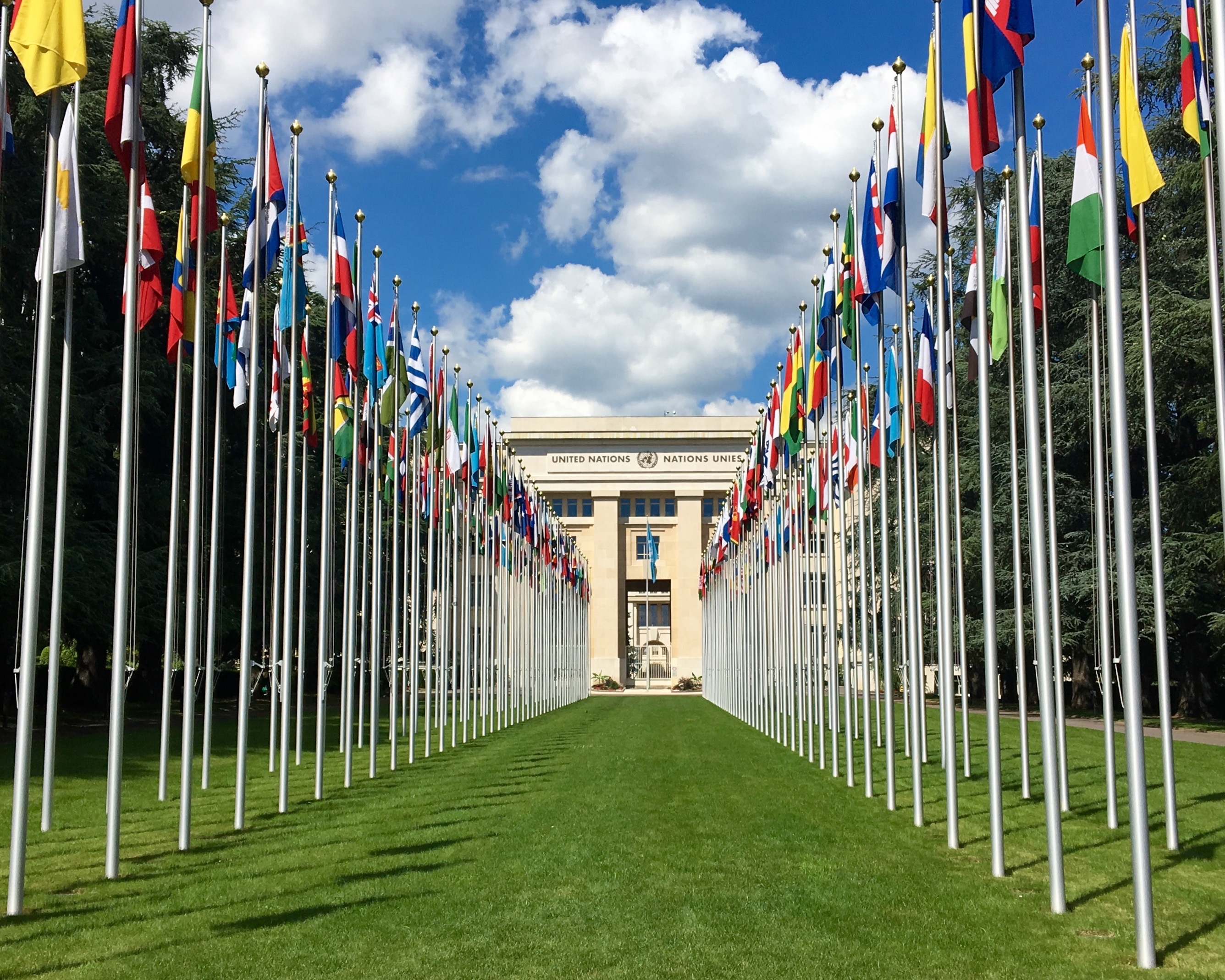
Allée des Drapeaux.

Après la fondation de la SDN, le 10 janvier 1920, Genève fut choisie comme siège de l'organisation en raison des traditions diplomatiques propres à la ville, qui fit don du terrain où se trouve actuellement le palais.
La construction de celui-ci est soumise en 1926 à un concours d'architecture. Cependant le jury ne parvient pas à départager les 377 propositions et charge en conséquence les architectes Carlo Broggi (it) (Italie), Julien Flegenheimer (Suisse), Camille Lefèvre et Henri-Paul Nénot (France) ainsi que Joseph Vago (Hongrie) d'élaborer un projet commun. Finalement, la première pierre d'un bâtiment de style néoclassique est posée le 7 septembre 1929. En 1933, le secrétariat de la SDN s'installe dans les parties terminées de la construction puis, en 1936, la plus grande partie du personnel installée dans le siège précédent (le palais Wilson) emménagent dans le bâtiment quasiment terminé. L'aménagement intérieur se compose encore en grande partie des matériaux offerts par les pays membres de la SDN. Par ailleurs, sous la première pierre du bâtiment, se trouve une capsule temporelle qui contient entre autres la liste de tous les membres de la SDN, une copie de ses actes constitutifs et des pièces de monnaie de tous les pays membres. La SDN est toutefois déjà politiquement paralysée et a clairement perdu de son influence et de sa légitimité. Cela ne changera plus jusqu'en 1945, année de sa dissolution.
À la suite de la transmission du bâtiment aux Nations unies, fondées en 1945 pour prendre la succession de la SDN, le complexe est agrandi à différentes reprises. Entre 1950 et 1952, le bâtiment K est rehaussé autour de trois étages supplémentaires, alors que le bâtiment D est construit pour accueillir le siège temporaire de l'Organisation mondiale de la santé. Le bâtiment E est construit entre 1968 et 1973 pour abriter un centre de conférences.

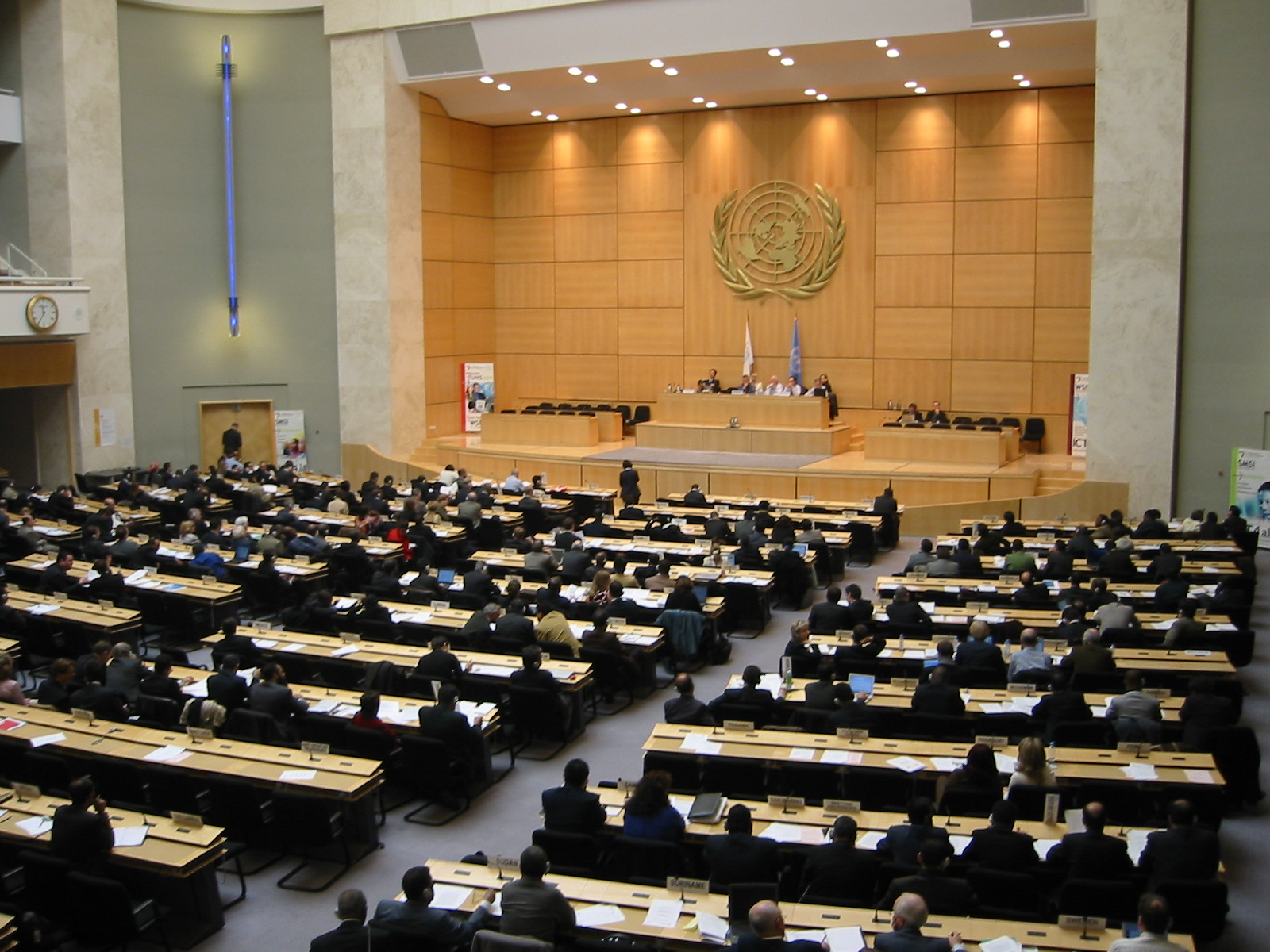
La Salle des assemblées, la plus grande salle du palais.

En 1988, exceptionnellement à la demande de Yasser Arafat, la 26e session de l'Assemblée générale des Nations unies se déroula au palais des Nations.
En 2004, une installation d'écoute, d'un style rudimentaire, est découverte dans le salon français. En 2006-2007 ce sont trois installations d'écoutes qui sont découvertes dans la salle C-108, sans qu'il n'ait été possible de démontrer quels pays étaient responsables de cet espionnage.
Au terme de ces extensions, le complexe s'étend sur environ 600 mètres de long et abrite 34 salles de conférences ainsi qu'environ 2 800 bureaux. Dans le bâtiment principal se trouve la « sculpture pour la non prolifération des armes nucléaires » de l'artiste Clemens Weiss qui fut offert en 1996 par l'Allemagne aux Nations unies. Le 18 novembre 2008, la salle de conférence XX et plus particulièrement sa coupole est entièrement refaite par l'artiste espagnol Miquel Barceló, à la suite d'une commande de l'État espagnol qui souhaitait faire un cadeau aux Nations unies. C'est dans cette salle que siègera désormais le Conseil des droits de l'homme des Nations unies.

## Parc de l'Ariana

Le palais des Nations (à droite) et le musée Ariana (1953).

Le palais des Nations se trouve dans le parc genevois de l'Ariana couvrant une superficie de 45 hectares et délimité par l'avenue de la Paix. Le bâtiment offre une perspective sur le Léman et les Alpes. À l'opposé, de l'autre côté de l'avenue, se trouve le siège du Comité international de la Croix-Rouge, ainsi que l'école hôtelière de Genève. Le parc fut offert à la ville de Genève par la famille Revilliod de La Rive à la condition que : Gustave Revilliod y soit enterré et que le parc soit ouvert au public. Pour des raisons de sécurité, le parc n'est plus accessible au public. Les paons qui se trouvent actuellement dans le parc et qui sont nourris par les jardiniers, sont des cadeaux que l’ONUG a reçu soit par la mission permanente de l’Inde dans les années 1980, soit d’un parc zoologique japonais.
Par ailleurs, les villas « La Fenêtre », « Le Bocage » et « La Pelouse » datant respectivement de 1820, 1823 et 1853, font partie du parc mais furent à l'origine des résidences privées. La villa « La Fenêtre » est aujourd'hui le siège du directeur général de l'Office des Nations unies à Genève, tandis que les villas « Le Bocage » et « La Pelouse » servent comme bâtiments administratifs. Le parc abrite également un petit chalet.

## Galerie

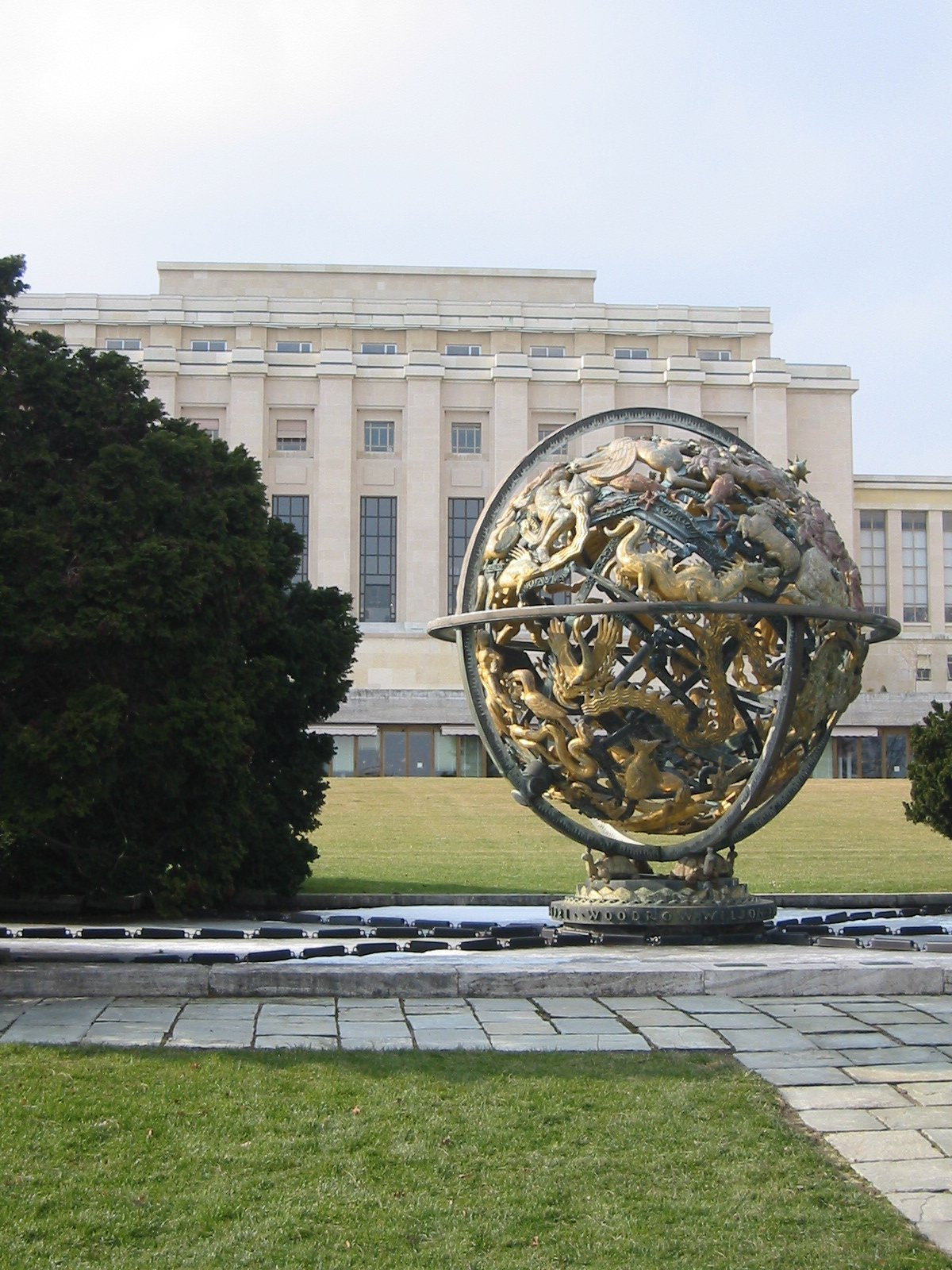
Le palais des Nations et la sphère armillaire.
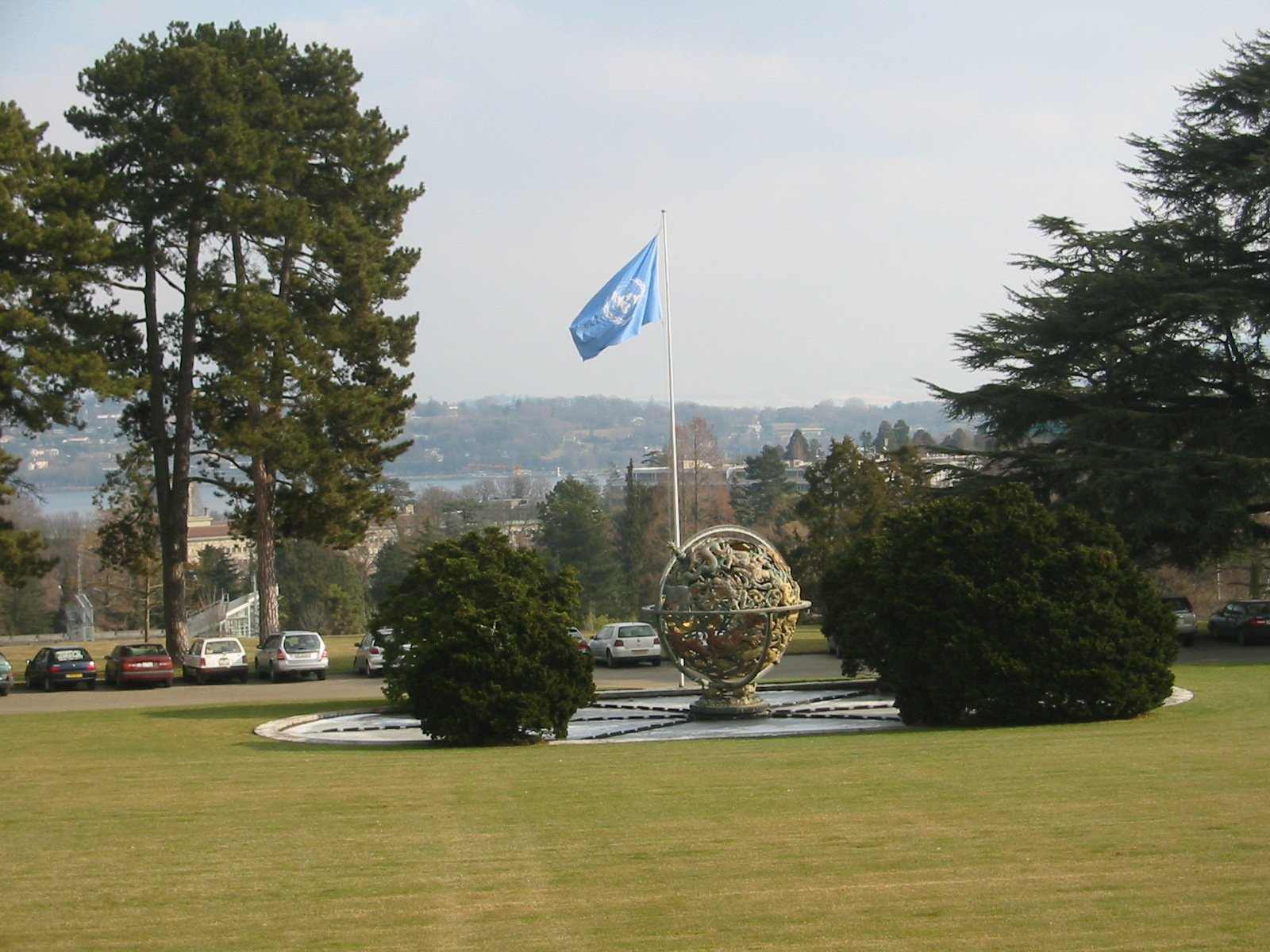
Vue du parc sur le lac Léman.
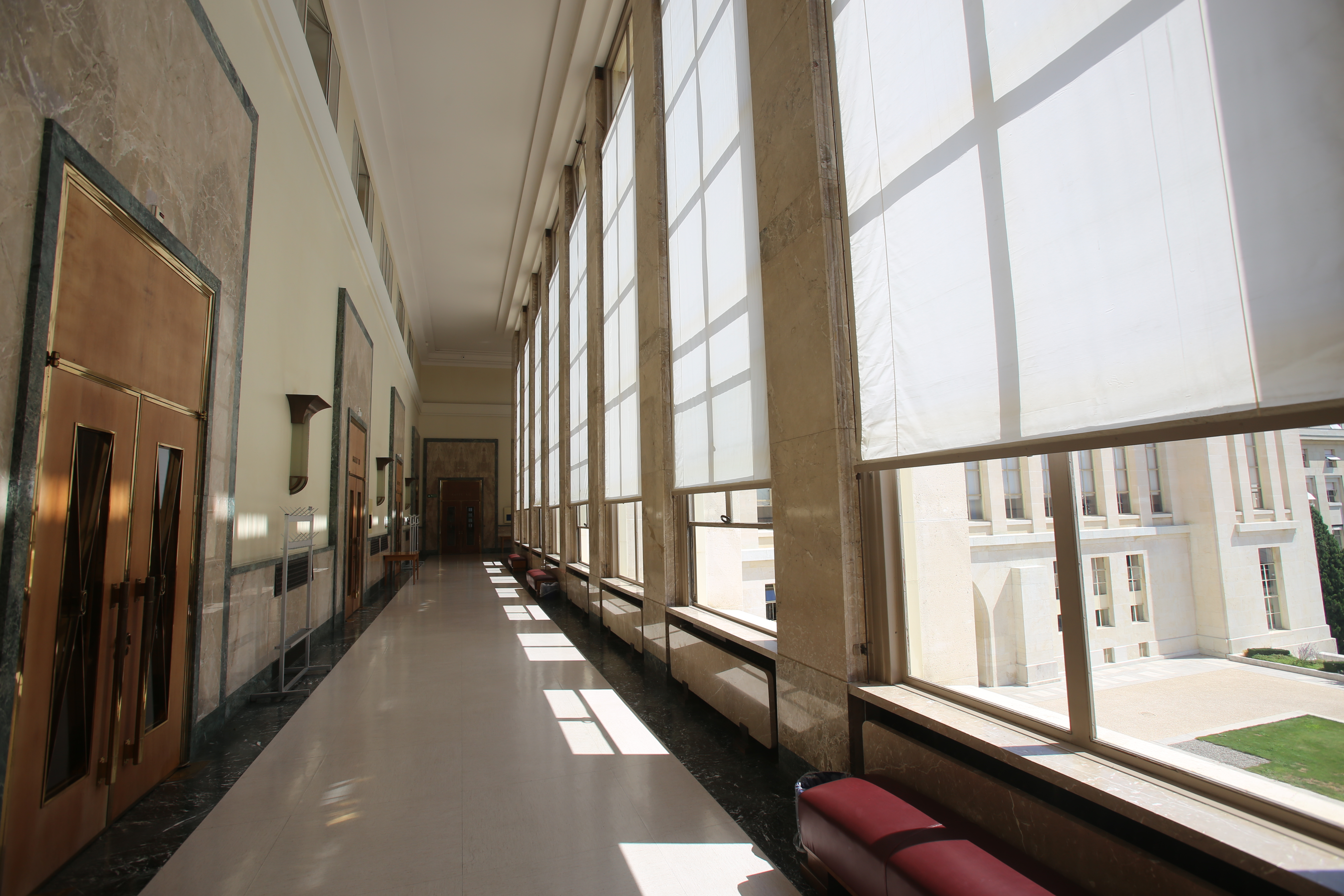
Couloir du bâtiment principal.
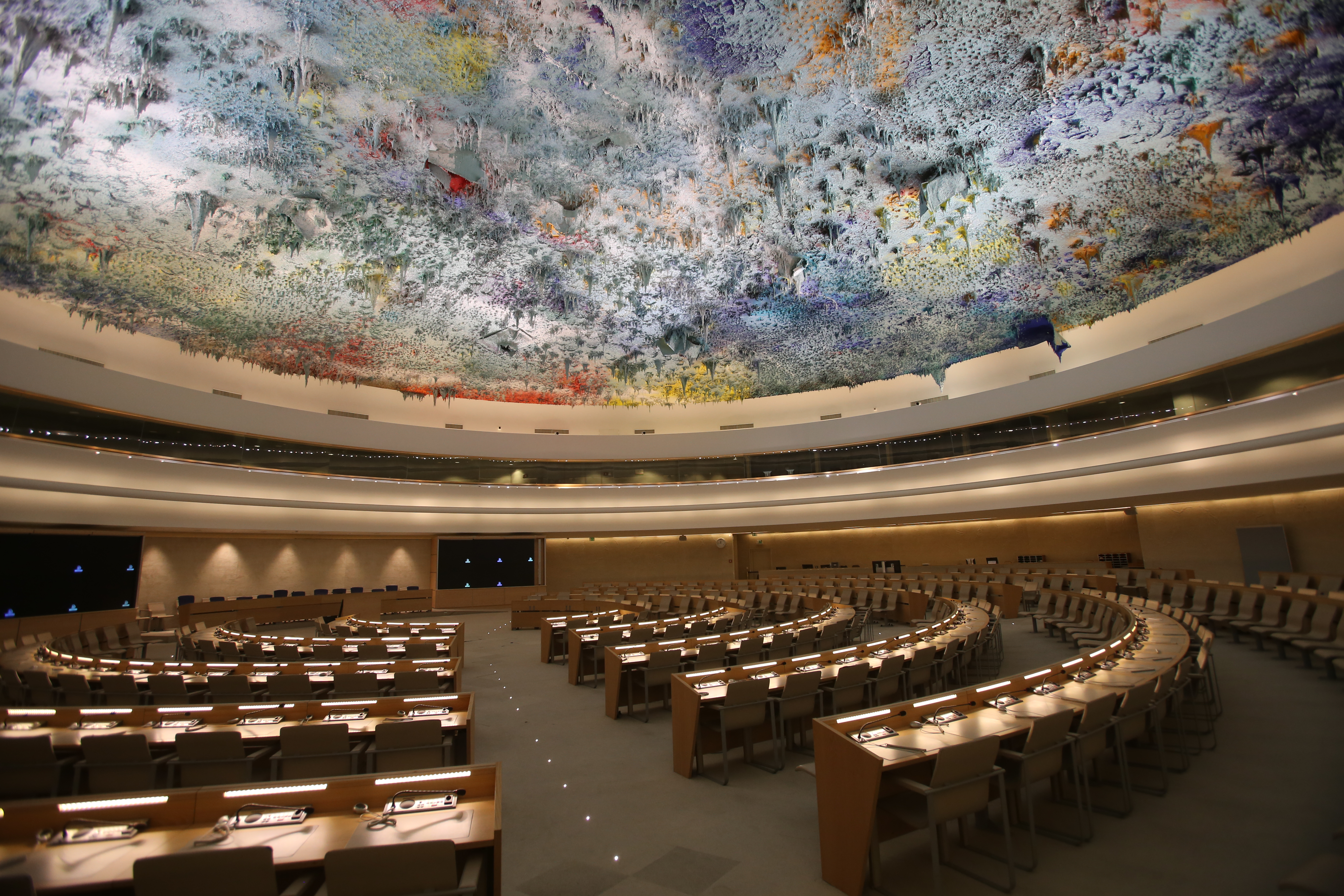
Salle des droits de l'homme et de l'alliance des civilisations.
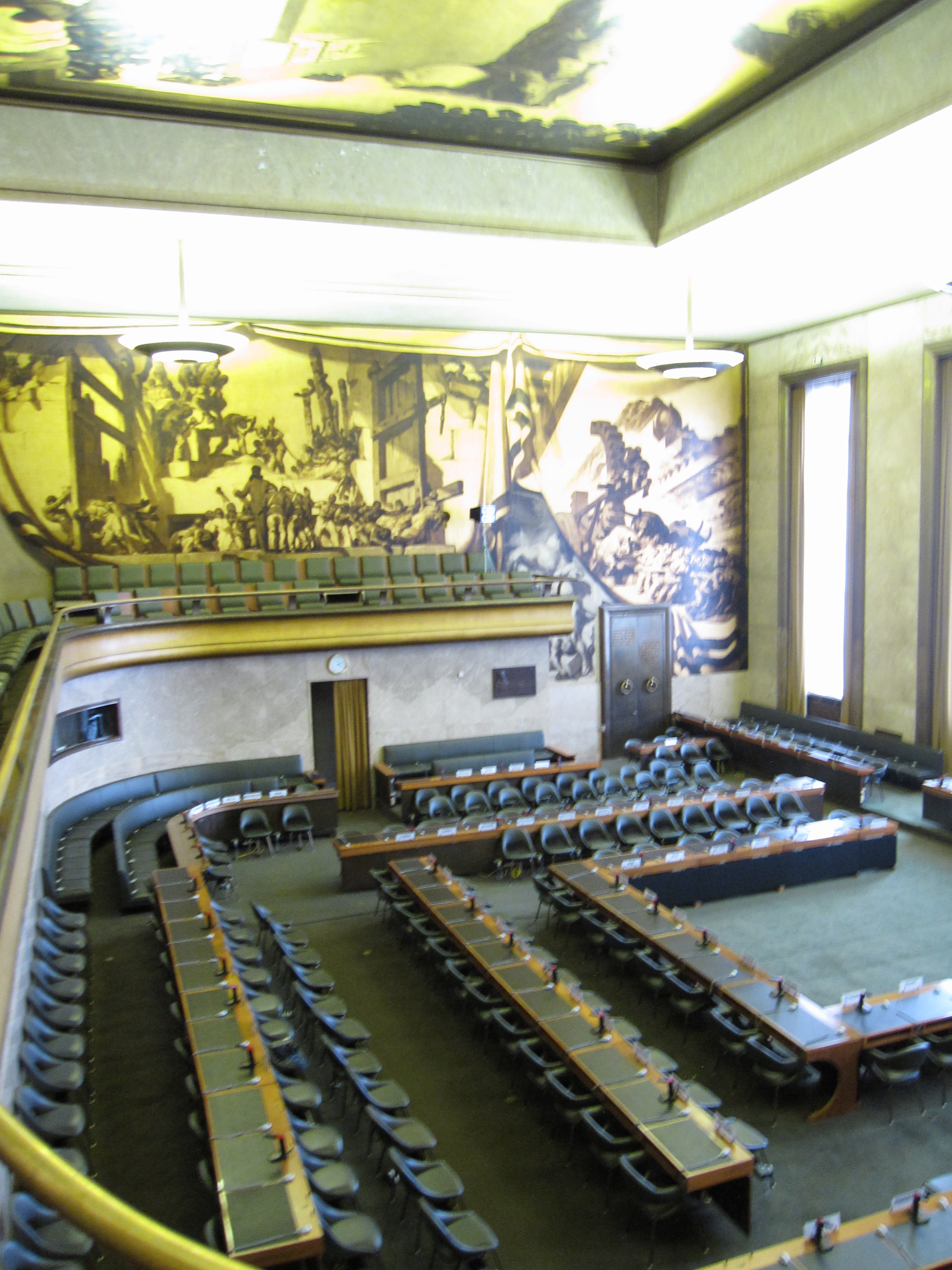
Salle du Conseil.
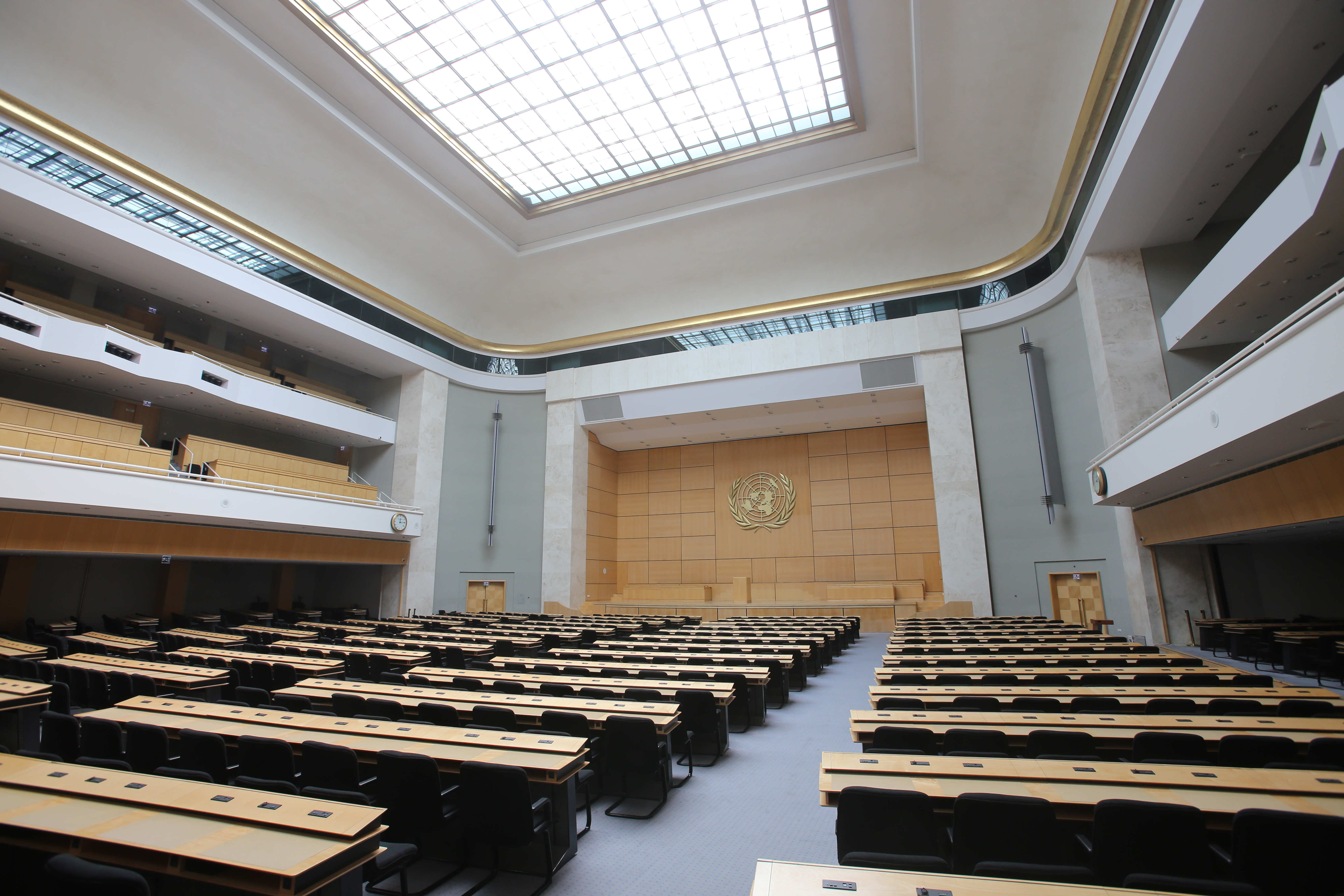
Salle des assemblées.
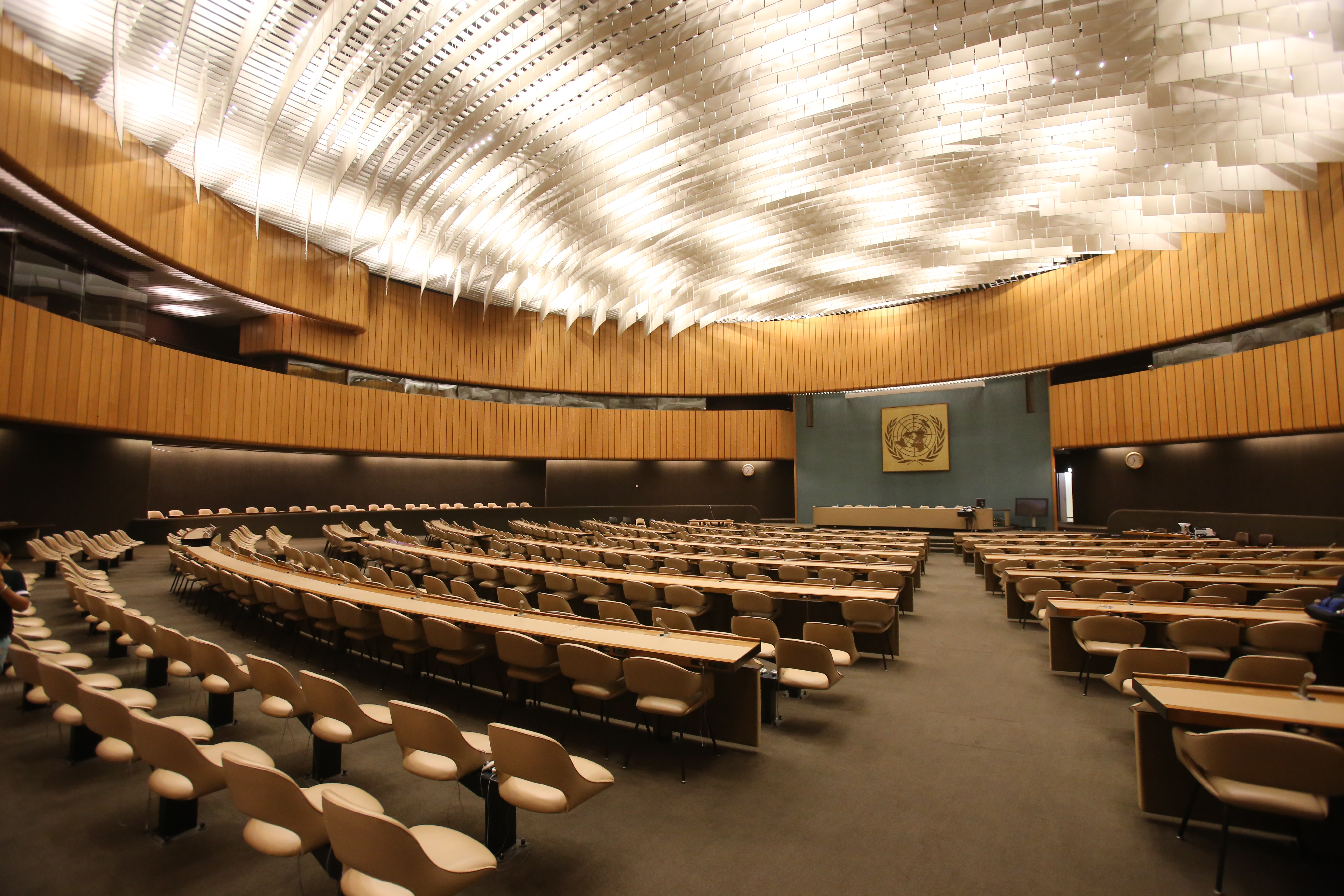
Salle XIX.